# B-17 Flying Fortress (jeu vidéo)
B-17 Flying Fortress est un jeu vidéo de simulation de vol de combat conçu par Mike Brunton et publié par MicroProse en 1992 sur PC, Amiga et Atari ST. Le jeu se déroule pendant la Seconde Guerre mondiale et met le joueur aux commandes d’un bombardier Boeing B-17 Flying Fortress au cours de missions de bombardement se déroulant en Europe. Le joueur peut incarner chacun des dix membres d’équipage du bombardier, chacun d’eux pouvant accomplir des actions spécifiques. Il doit également gérer son équipage, chaque membre étant caractérisé dans sept catégories différentes, comme le moral, la santé, la navigation et le pilotage.

## Accueil
| B-17 Flying Fortress |      |       |
| Média                | Pays | Notes |
| Gen4                 | FR   | 84 %  |
| Joystick             | FR   | 86 %  |